# Rosetta (città)
Rosetta è il nome latinizzato della città egiziana Rashid (in arabo رشيد), situata presso la costa del Mar Mediterraneo circa 65 km a est di Alessandria nel Governatorato di al-Buhayrah.

## Geografia
Rosetta si trova sulla riva sinistra del ramo occidentale del delta del Nilo, detto appunto ramo di Rosetta, che anticamente era noto come ramo Bolbitinico, 13 km a sud-est dello sbocco del fiume nel Mediterraneo.
L'economia di Rosetta è basata sul porto sia per la pesca che per il commercio di riso e cotone.
La città è collegata ad Alessandria da una autostrada e dalla ferrovia.

## Storia

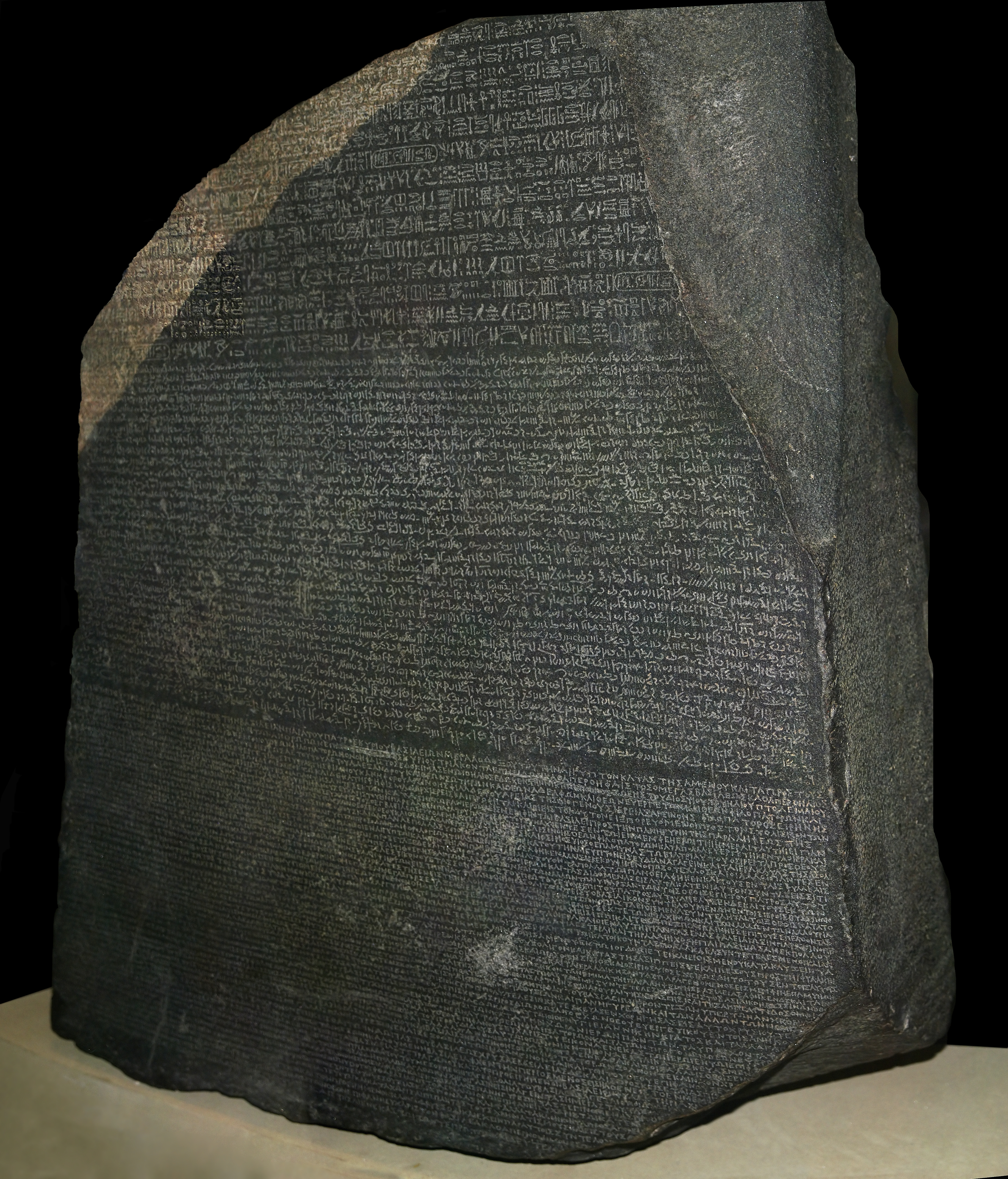
Stele di Rosetta

La città fu fondata nell'853 d.C., sulle rovine della antica città tolemaica di Bolbitine, dal califfo abbaside Hārūn al-Rashīd, che le diede il suo nome arabo.
Nel secolo successivo, grazie alla costruzione sotto la dinastia Fatimide del suo porto fluviale, divenne molto prospera.
Dopo la conquista dell'Egitto da parte degli Ottomani nel 1517, Rosetta divenne il principale porto del paese che collegava l'Egitto con la Turchia ottomana e con tutti gli Stati che dipendevano da Istanbul.
La città cominciò a declinare nel corso del XIX secolo, dopo che Alessandria ebbe ripreso il suo ruolo di primo piano come porto e centro commerciale.
La città è nota per essere stata il luogo di ritrovamento nel 1799 della Stele di Rosetta.

## Galleria d'immagini

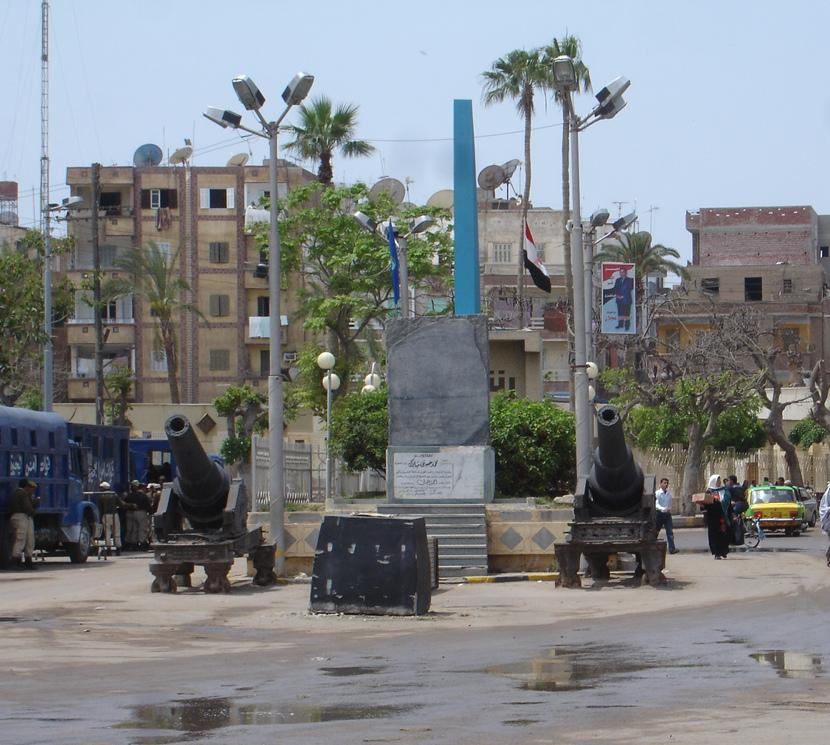
Cannoni del XIX secolo in una piazza di Rosetta
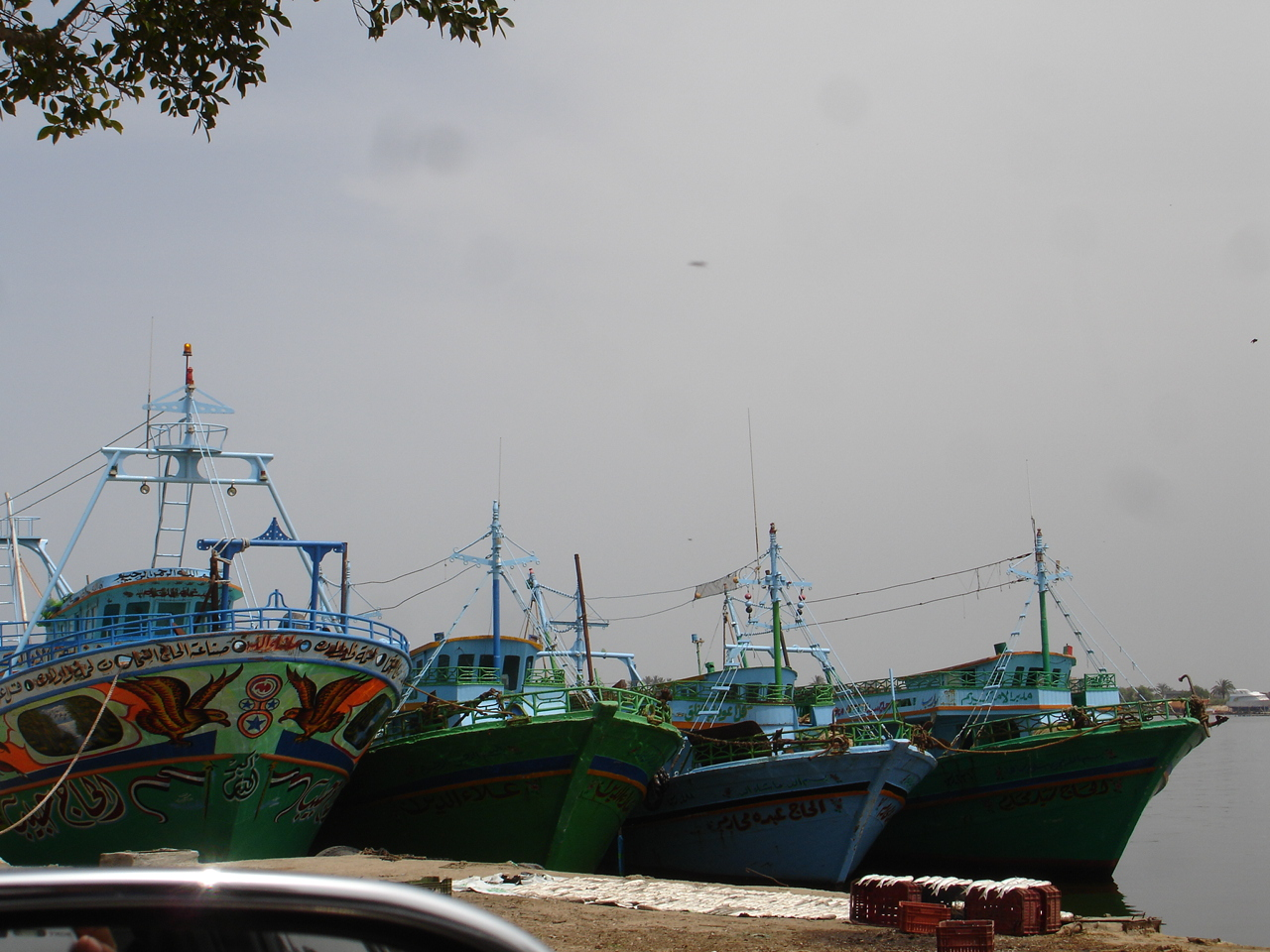
Pescherecci al porto di Rosetta